# فطر الأمير
فطر الأمير أو أجاريكوس أوغسطس (الاسم العلمي: Agaricus augustus) هو فطر قاعدي من فصيلة الفطريات يتبع رتبة غاريقونيات صالح للأكل.

## الوصف
الثمار كبيرة ومميزة واللب سميك وصلب وأبيض وقد يتغير لونه إلى الأصفر، الساق متشابكة ويبلغ ارتفاعها من 7 إلى 30 سم وسمكها من 2 إلى 6 سم في حالة النضوج.
تتميز رائحة الفطر بأنها قوية وحلوة تشبه مستخلص اللوز أو الكرز.

## الانتشار
ينتشر الفطر على نطاق واسع في منطقة شمال غرب المحيط الهادئ، وفي جميع أنحاء أوروبا وأمريكا الشمالية وشمال إفريقيا وآسيا.

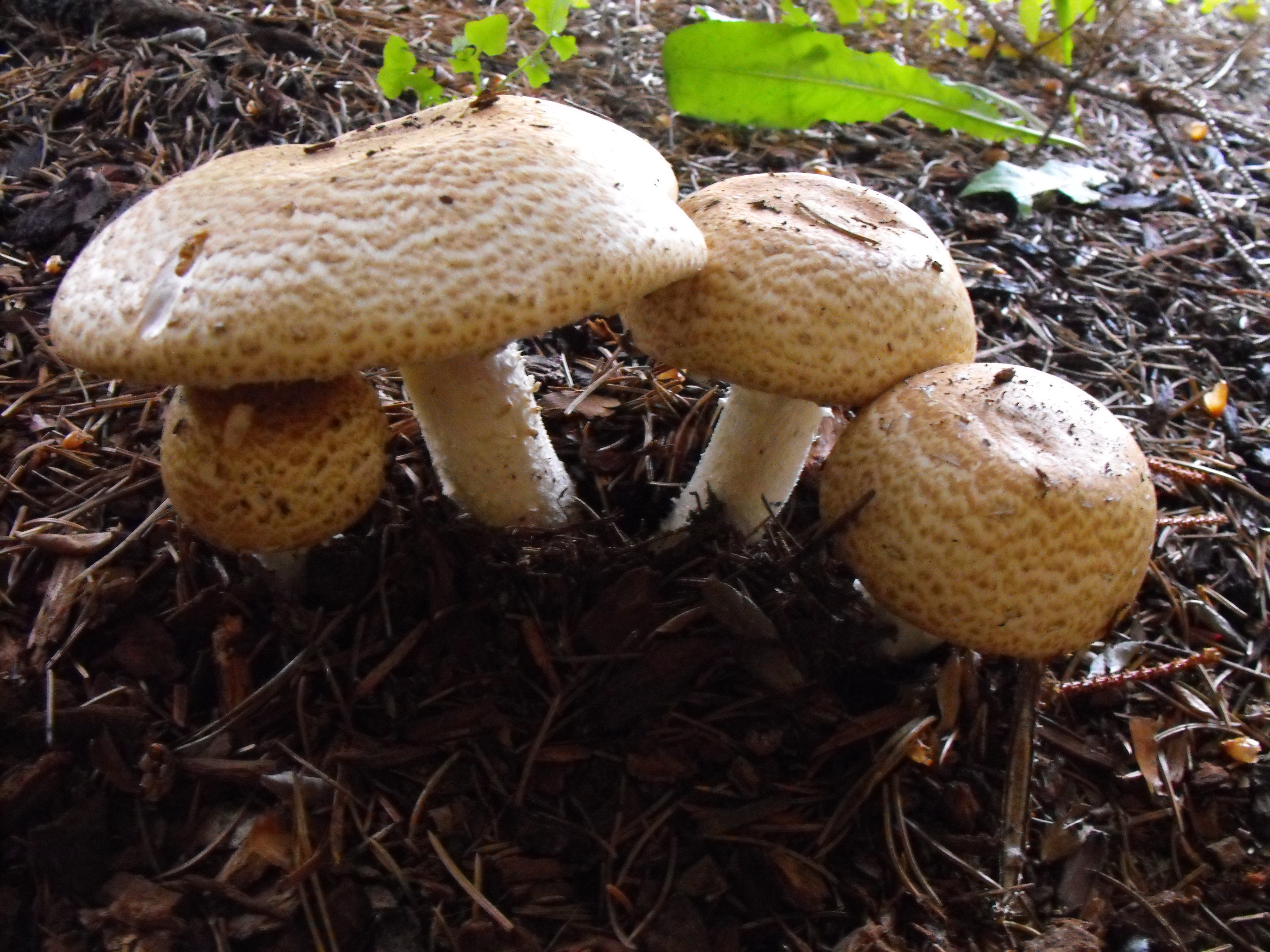
فطر الأمير

ينمو هذا الفطر في الغابات المتساقطة والصنوبرية وفي الحدائق وعلى جوانب الطرق.
يكتسب العناصر الغذائية من المواد العضوية الميتة المتحللة وتوجد الثمار على تربة غنية بالدبال والمناطق الرطبة.